# 마쓰자와 아키라
마쓰자와 아키라(일본어: 松澤 彰, 1997년 9월 18일~)는 일본의 축구 선수이다.

## 구단 경력
그는 2020년 J3리그의 카탈레 도야마에 입단했다. 2021년까지 14경기에 출전하여, 1득점을 넣었다. 2022년 일본 풋볼 리그의 도쿄 무사시노 유나이티드 FC로 이적했다. 2023년 J3리그의 SC 사가미하라로 이적했다.